# Hjertetyven (film fra 1917)
 For alternative betydninger, se Hjertetyven. (Se også artikler, som begynder med Hjertetyven)
Hjertetyven er en dansk stumfilm fra 1917, der er instrueret af Lau Lauritzen Sr. efter manuskript af Poul Gregaard.

## Handling
Denne artikel mangler et handlingsreferat. Hjælp os med at skrive det.